# Daniel Williams (cầu thủ bóng đá, sinh 2001)
Daniel Patrick Williams (sinh ngày 19 tháng 4 năm 2001) là một cầu thủ bóng đá chuyên nghiệp người Wales hiện đang thi đấu ở vị trí tiền vệ cho câu lạc bộ The New Saints tại Cymru Premier, được cho mượn từ Swansea City.

## Sự nghiệp thi đấu
Williams gia nhập lò đào tạo trẻ Swansea City ở lứa tuổi U-8, và ký bản hợp đồng chuyên nghiệp đầu tiên với đội bóng vào mùa hè năm 2019. Anh ra mắt cho Swansea City trong chiến thắng 3–0 ở vòng đầu tiên của Cúp EFL trước Reading vào ngày 11 tháng 8 năm 2021. Anh ghi bàn thắng đầu tiên cho đội bóng trong chiến thắng 4-0 ở vòng 2 trước Plymouth Argyle vào ngày 24 tháng 8 năm 2021.

## Thống kê sự nghiệp
Tính đến 19 tháng 11 năm 2022
| Câu lạc bộ            | Mùa giải            | Giải nội địa                             | Giải nội địa | Giải nội địa | Cúp quốc gia | Cúp quốc gia | Cúp EFL | Cúp EFL | Khác | Khác | Tổng cộng | Tổng cộng |
| Câu lạc bộ            | Mùa giải            | Hạng                                     | Trận         | Bàn          | Trận         | Bàn          | Trận    | Bàn     | Trận | Bàn  | Trận      | Bàn       |
| --------------------- | ------------------- | ---------------------------------------- | ------------ | ------------ | ------------ | ------------ | ------- | ------- | ---- | ---- | --------- | --------- |
| Swansea City          | 2021–22             | EFL Championship                         | 0            | 0            | 0            | 0            | 2       | 1       | —    | —    | 2         | 1         |
| Swansea City          | 2022–23             | EFL Championship                         | 0            | 0            | 0            | 0            | 0       | 0       | —    | —    | 0         | 0         |
| Swansea City          | Tổng cộng           | Tổng cộng                                | 0            | 0            | 0            | 0            | 2       | 1       | —    | —    | 2         | 1         |
| Dundalk (mượn)        | 2022                | Giải bóng đá Ngoại hạng Cộng hòa Ireland | 10           | 0            | —            | —            | —       | —       | —    | —    | 10        | 0         |
| The New Saints (mượn) | 2022–23             | Cymru Premier                            | 8            | 0            | 0            | 0            | —       | —       | 1    | 0    | 9         | 0         |
| Tổng cộng sự nghiệp   | Tổng cộng sự nghiệp | Tổng cộng sự nghiệp                      | 18           | 0            | 0            | 0            | 2       | 1       | 1    | 0    | 21        | 1         |

1. ↑  Ra sân tại Scottish Challenge Cup